# Gilberto Mendes de Oliveira Castro
Gilberto Mendes de Oliveira Castro ComMM (Rio de Janeiro, 20 de agosto de 1925 — 5 de agosto de 2015) foi um biofísico, pesquisador e professor universitário brasileiro.
Comendador da Ordem Nacional do Mérito Científico e membro titular da Academia Brasileira de Ciências, Gilberto era professor titular da Universidade Federal do Rio de Janeiro (UFRJ) e pesquisador titular do Instituto de Biofísica Carlos Chagas Filho.

## Biografia
Gilberto nasceu na capital fluminense em 1940. Era filho de Horácio Mendes de Oliveira Castro Filho e Elsa Machado Bittencourt de Oliveira Castro. Estudou no Colégio Santo Inácio, em Botafogo e ingressou no curso de medicina da Universidade do Brasil, a atual Universidade Federal do Rio de Janeiro em 1959, graduando-se em 1964. No mesmo ano ingressa no doutorado pela mesma instituição, sob a orientação de Antonio Paes de Carvalho, defendendo a tese em 1968.
De 1968 a 1970 realizou estágio de pós-doutorado pela Universidade Columbia na área de biofísica com bolsa da Fundação Ford. De volta ao Brasil, entrou na UFRJ como monitor, depois instrutor de Ensino da cadeira de Biofísica, Professor Assistente da cadeira de Biofísica, Professor Assistente do Departamento de Biofísica e Fisiologia do Instituto de Ciências Biomédicas, Professor Adjunto do Departamento de Biofísica e Fisiologia e Professor Titular do Instituto de Biofísica Carlos Chagas Filho em 1987, sendo estes dois últimos cargos por concurso público. Foi também coordenador de Pós-graduação, Vice-diretor e Diretor do Instituto de Biofísica Carlos Chagas Filho.
Em colaboração com Marcello André Barcinski, sua pesquisa voltou-se para a comunicação celular, demonstrando a formação de junções comunicantes em linfócitos estimulados por lecitinas. Passou assim a estudar a membrana fagocítica, tendo caracterizado as bases iônicas de sinais elétricos da membrana de macrófagos e macrófagos policariontes. Em 1972, fundou o Laboratório de Comunicação Celular, hoje chamado Laboratório de Imunologia.
Fez parte de várias instituições científicas: Academia Brasileira de Ciências de 1975 a 1984 (Membro Associado); Academia Brasileira de Ciências em 1984 (Membro Titular); New York Academy of Sciences (Membro); Sociedade Brasileira de Fisiologia (Membro Efetivo); Sociedade Brasileira de Biofísica (Membro Efetivo); Sociedade Brasileira de Imunologia (Membro Titular); Sociedade Brasileira de Alergia e Imunopatologia (Membro Titular); Colégio Brasileiro de Patologia Experimental, Comparada e Ambiental (Membro); Departamento de Fisiologia Cardiovascular da Sociedade Brasileira de Cardiologia (Membro Titular) e Sociedade Brasileira para o Progresso da Ciência (Membro Titular). Em 1997 foi reitor da Universidade Estácio de Sá.
Em 2006, foi agraciado pelo então vice-presidente José Alencar com uma admissão à Ordem do Mérito Militar no grau de Comendador especial.

## Morte
Gilberto morreu em 5 de agosto de 2015, no Rio de Janeiro, aos 74 anos. O velório e o enterro ocorreram no mesmo dia, na Capela 1 do Cemitério São João Batista.